# 摩泽尔地区贝尔维莱
摩泽尔地区贝尔维莱（法語：Berviller-en-Moselle）是法国摩泽尔省的一个市镇，位于该省北部，属于福尔巴克-布莱摩泽尔区。该市镇总面积5.52平方公里，2009年时的人口为506人，人口密度85人/km2 。

## 人口
摩泽尔地区贝尔维莱人口变化图示